# تزوجيني يا ماري (مسلسل)
 تزوجيني يا ماري  مسلسل درامي كوميدي كوري جنوبي، تم إنتاجه في عام 2010.

## القصة
ماري فتاة شابة مليئة بالطاقة، وكأنما تستمد طاقتها من الشمس، تشبه إلى حدٍّ كبير والدتها في أيام شبابها الأولى، وورثت عن والدها مزاجه الانفعالي الحار، الذي تتوالى متاعبه بسبب أنشطته التجارية الفاشلة، التي حالت دون استكمالها لتعليمها الجامعي، وأجبرتها على العمل في وظائف مختلفة للمساهمة في نفقات الأسرة.
تبدأ الأحداث في التصاعد عندما يقرر والد «ماري» أن يزوجها من رجل ثري ليسدد ديونه وينتشل الأسرة من الفقر، وتحاول ماري أن تحبط خطته بإيهامه بزواجها من عازف روك شاب تعرفت عليه بالصدفة في حادث سيارة، فهل تفلح حيلتها في وقف مؤامرة والدها على مستقبلها؟ وكيف ستتطور علاقتها بالوسيم المستهتر «مو جيول»، رحلة ممتعة في هذه الدراما الرومانسية الحفيفة، المفعمة بالمشاعر الإنسانية الدافئة والمواقف الضاحكة، في «تزوجيني يا ماري».

## بطولة
- كيم هيو جن Kim Hyo-Jin
- كيم جايي ووك Kim Jae-Wook
- جانج كيون سوك Jang Geun-Suk
- مون جيون يونج (Moon Geun-Young)

## وصلات خارجية
- مسلسل تزوجيني يا ماري! الموقع الإلكتروني لي كي بي إس  (بالكورية)
- تزوجيني يا ماري على موقع IMDb (الإنجليزية)
- تزوجيني يا ماري على موقع فيلمافينيتي (الإسبانية)
- تزوجيني يا ماري على موقع كينوبويسك (الروسية)
- تزوجيني يا ماري على موقع قاعدة بيانات الفيلم (الإنجليزية)
- مسلسل تزوجيني يا ماري! على هانسينما